# 預金金融機関
預金金融機関（よきんきんゆうきかん、Depository institution）とは、アメリカ合衆国における金融機関の分類で、主に預金を通じて資金調達を行う金融機関。

## 金融機関の種類
預金金融機関には、商業銀行（commercial banks）、貯蓄貸付組合（saving and loan associations）、貯蓄銀行（savings banks）、信用組合（credit unions）などがある。

### 商業銀行
銀行は銀行持株会社法（Bank Holding Companies Act）に定義されており、商業銀行には連邦法に基づく国法銀行（national bank）と州法に基づく州法銀行（state bank）がある二元銀行制度（Dual Banking System）である。銀行の多くは銀行持株会社（bank holding company）の傘下にある。

### 貯蓄金融機関
連邦法に基づくものに連邦貯蓄金融機関（federal savings association）や連邦貯蓄銀行（federal savings bank）がある。州法に基づく州貯蓄金融機関（state savings associations）に住宅貸付組合（building and loan association）、貯蓄貸付組合（savings and loan association, S&L）がある。

### 信用組合
信用組合には、連邦法に基づく免許を受けた連邦信用組合（federal credit union）と、州法に基づく免許を受けた州信用組合がある。